# Ioan (Moșneguțu)
Ioan (rodným jménem: Ion Victor Moșneguțu; * 27. ledna 1979, Prajila) je duchovní Moldavské pravoslavné církve a biskup sorocký a drochijský.

## Život
Narodil se 27. ledna 1979 v Prajile. Pokřtěn byl v mládí.
Základní vzdělání získal ve své rodné obci, poté studoval gymnasium ve Florești. Poté nastoupil do Kišiněvského duchovního semináře a Kišiněvské duchovní akademie. Poté sloužil v kišiněvsko-moldavské metropolii. Roku 2007 obhájil magisterskou disertační práci na fakultě historie Moldavské státní univerzity.
Dne 5. března 2006 byl v soboru Narození Krista v Kišiněvě metropolitou Vladimirem (Cantareanem) vysvěcen na diakona a 22. května na presbytera. Dne 8. května 2007 byl jmenován knězem v Cotiujenii Mici a děkan farností okresu Șoldănești a 2. listopadu byl jmenován členem eparchiální komise pro cenzuru a nakladatelství.
Dne 12. dubna 2008 byl v Kišiněvě postřižen na monacha se jménem Ioan k poctě apoštola a evangelisty svatého Jana. Dne 23. května byl jmenován představeným Uspenského monastýru v Hîrbovăț a rektorem školy psalomščiků (žalmistů). Dne 28. září byl povýšen na igumena.
V letech 2009-2012 byl členem eparchiálního církevního soudu kišiněvské metropolie.
Dne 24. října 2010 byl povýšen na archimandritu. Stejného roku se stal sekretářem eparchie Ungheni a Nisporeni, sekretářem eparchiální rady, předsedou eparchiálního soudu, předsedou informačního oddělní a předsedou zkušební komise pro kandidáty na svěcení. Zde působil až do roku 2013. Mezitím přednášel dogmatickou teologii na eparchiální škole v Ungheni. Roku 2011 získal doktorát z teologie. O rok později byl jmenován sekretářem Synodální komise pro kanonizaci svatých Moldavské pravoslavné církve.
V dubnu 2014 byl odvolán z funkce igumena monastýru v Hîrbovăț a byl jmenován igumenem monastýru v Țipova.
Dne 25. prosince 2014 byl Svatým synodem Ruské pravoslavné církve byl vybrán za vikáře eparchie Kišiněv s titulem biskup sorocký. Jmenování proběhlo 18. ledna 2015 a biskupská chirotonie proběhla 8. března v Moskvě. Hlavním světitelem byl patriarcha Kirill.
Dne 30. května 2024 se stal biskupem nově zřízené sorocké eparchie.

## Řády a vyznamenání

### Církevní
- 2005 – Medaile svatého Štěpána Velikého (Moldavská pravoslavná církev)
- 2008 – Řád svatého blahověrného knížete Daniela Moskevského 3. třídy
- 2011 – Medaile svatého blahověrného knížete Alexandra Něvského 1. třídy (Eparchie Ungheni a Nisporeni)
- 2012 – Řád přepodobného Paisija Veličkovského 2. třídy (Moldavská pravoslavná církev)
- 2012 – Medaile svatých apoštolů Petra a Pavla 2. třídy (Eparchie Ungheni a Nisporeni))
- 2013 – Řád svatého apoštola Jana Bohoslovce (Ukrajinská pravoslavná církev (Moskevský patriarchát))
- 2013 – Jubilejní medaile k 200 letům kišiněvsko-chotynské eparchie (Moldavská pravoslavná církev)
- 2014 – Řád za církevní zásluhy 2. třídy (Moldavská pravoslavná církev)
- 2014 – Jubilejní medaile k 25 letům archijerejského sloužení na kišiněvské katedře metropolity Vladiira (Moldavská pravoslavná církev)

### Světské
- 2011 – Medaile za Občanské zásluhy (Moldavsko)